# Navasfrías
Navasfrías (Navasfrias en el habla de El Rebollar) es un municipio y localidad española de la provincia de Salamanca, en la comunidad autónoma de Castilla y León. Se integra dentro de la comarca de Ciudad Rodrigo y las subcomarcas del Campo de Robledo y El Rebollar. Pertenece al partido judicial de Ciudad Rodrigo y a la mancomunidad Alto Águeda.
Su término municipal está formado por un solo núcleo de población, ocupa una superficie total de 59,96 km² y según los datos demográficos recogidos en el padrón municipal elaborado por el INE en el año 2024, cuenta con una población de 362 habitantes.
Está situada en el extremo sudoeste de la provincia, justo en la frontera con Portugal, a 136 km de la capital, límite oeste de El Rebollar que comprende los términos de Navasfrías, El Payo, Villasrubias, Peñaparda y Robleda. Limita con las poblaciones de Eljas y Valverde del Fresno (provincia de Cáceres) por el sur y con las freguesías de Aldeia do Bispo y Lajeosa e Forcalhos, del municipio portugués de Sabugal, por el oeste.
Se encuentra dentro del espacio natural protegido de El Rebollar, que enlaza con la Reserva Natural de la Sierra de la Malcata, en Portugal.
Su gentilicio es navasfrieño, también navasfrieñu en el habla local del extremeño, derivado del idioma leonés, nafrieñu según los vecinos valverdeirus, mañegus y lagarteirus hablantes de la fala o pataterus según los habitantes de algunos otros pueblos próximos.

## Símbolos

### Escudo
El escudo heráldico que representa al municipio fue aprobado el 17 de agosto de 2016 con el siguiente blasón:

Escudo cuartelado en cruz. 1.º- En campo de azur, imagen de la fachada principal de la iglesia de la localidad de plata, mazonada de sable y aclarada de azur. 2.º- En campo de plata, un león rampante de púrpura, linguado y armado de gules, y coronado de oro. 3.º- En campo de plata, la cruz flordelisada de la Orden de Alcántara de sinople. 4.º- En campo de azur, una pequeña rama de roble de la variedad “Quercus pyrenaica” o roble melojo, conocida en la comarca como rebollo, con hojas y bellotas, todo ello de oro. Al timbre, Corona Real Española (Corona Real Cerrada).

- La fachada de la iglesia se incluye en el primer cuartel por ser el edificio más emblemático de Navasfrías.
- El león rampante del segundo cuartel obedece a la pertenencia histórica de Navasfrías al Reino de León.
- La cruz flordelisada del tercer cuartel responde a la antigua pertenencia de Navasfrías a la Orden de Alcántara.
- La rama de roble del último cuartel hace referencia a la existencia de Navasfrías a la comarca de El Rebollar.[6]

### Bandera
La bandera municipal fue aprobada también el 17 de agosto de 2016 con la siguiente descripción textual:

Paño cuadrado, de proporción 1:1, formado por dos triángulos cuadrangulares unidos por la hipotenusa, siendo de color rojo el primero y blanco el segundo, colores que ordinariamente tienen las enseñas de numerosas ciudades y pueblos de la Comunidad Autónoma de Castilla y León.
Boletín Oficial de Castilla y León n.º 222 de 17 de noviembre de 2016

## Geografía

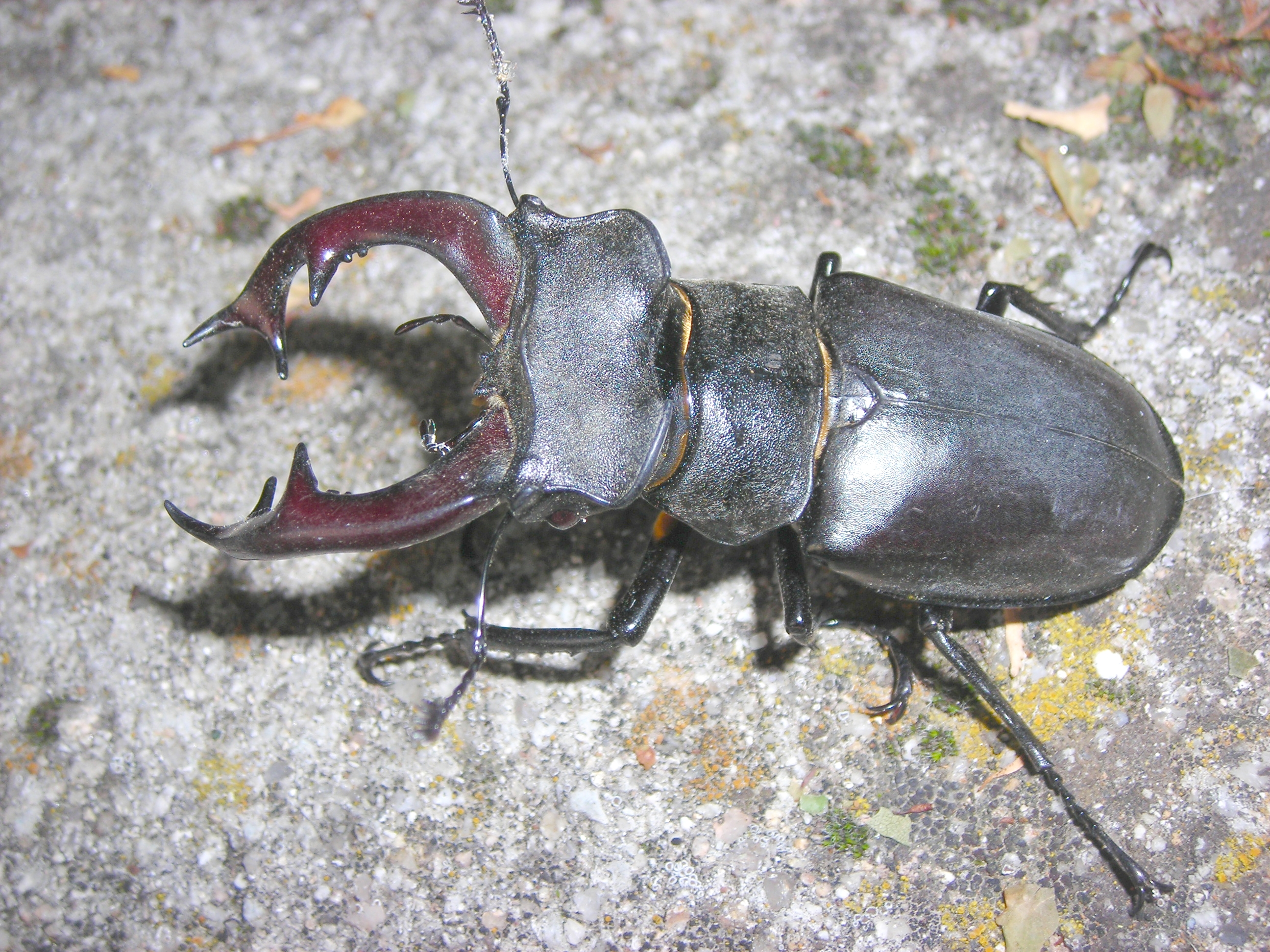
Garrocha.

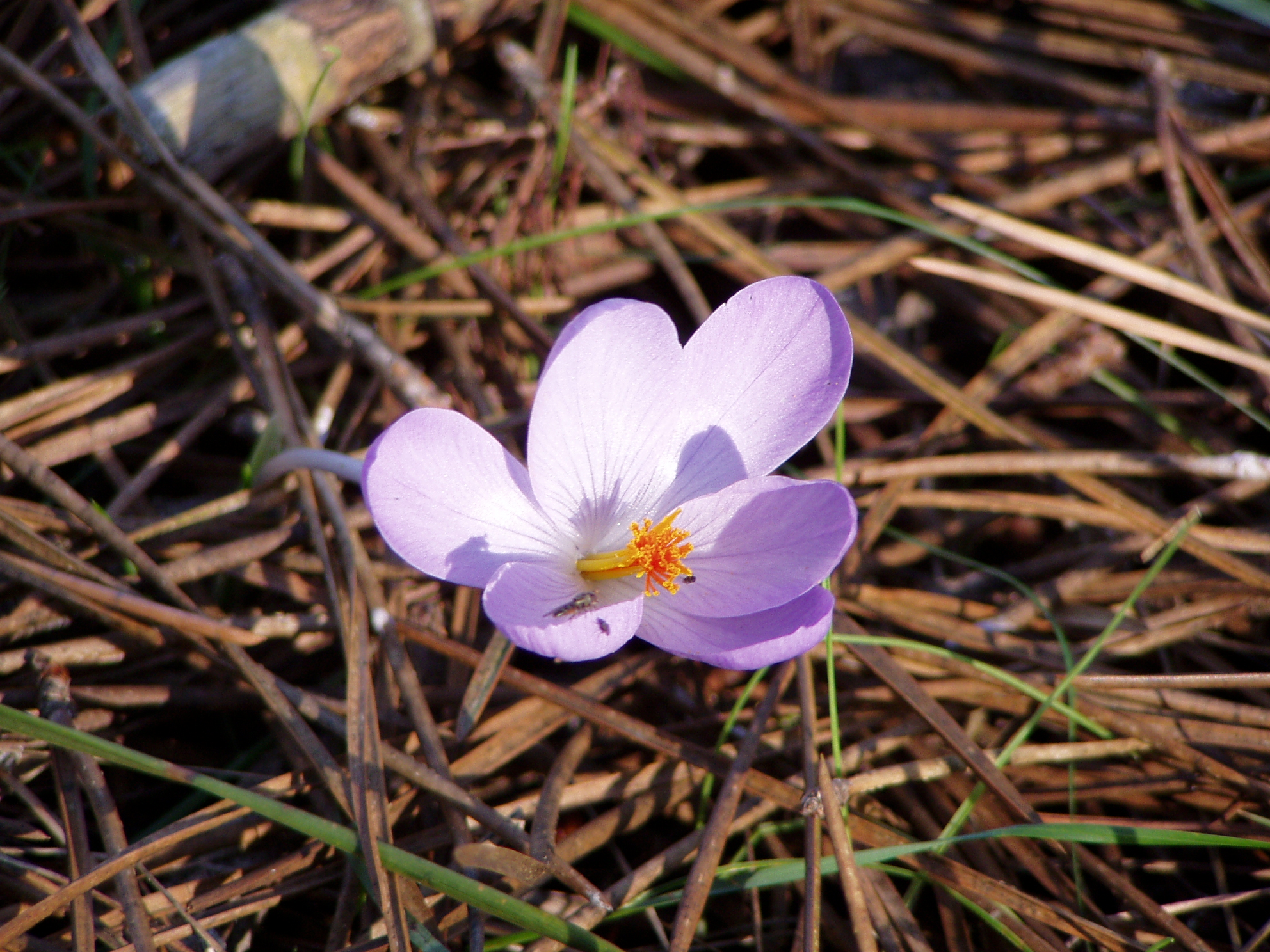
Crocus.

### Flora y fauna
Navasfrías es un espléndido muestrario vegetal como corresponde a uno de los puntos más lluviosos del país. Se mantiene intacta buena porción de uno de los rebollares más extensos de la península ibérica. Así en La Genestosa, en los términos de Navasfrías y Casillas de Flores, se conserva un bosque centenario, único, uno de los robledales más valiosos de la Península. Es robledal de Quercus pyrenaica, rebollo, de valor paisajístico y ecológico extraordinario.
Son especies representativas, además del rebollo, las retamas que conforman tupidos escobales, los brezos y chaguarzos de varias especies. Pinos, alisos, fresnos, sauces y otros árboles ribereños, cornejos, saúcos, mostajos.
El término es un riquísimo reservorio de fauna pese a la presión generada por la caza abusiva, los insecticidas, la mecanización del campo y otros factores. El carácter montañoso y la riqueza forestal son determinantes en esta afortunada conservación.
Pueden tropezarse sin dificultad los especímenes que se citan entre otros muchos: lagartija serrana, lagarto ocelado, lagarto verdinegro, culebra bastarda, víbora ibérica, eslizón, águila real, águila perdicera, gavilán, milano, cuervo, arrendajo, grajilla, búho real, lechuza, gato montés, comadreja, gineta, zorro, jabalí, rana común, sapo común, sapo carero, mirlo acuático, polla de agua, ánade real, pico picapinos, grulla, sisón, mantis religiosa, ciervo volante, saltamontes, langosta, insecto palo.

### Hidrografía
En ríos como el Águeda, Roladróno el Rubiós se encuentran pepitas de oro que pueden obtenerse mediante el bateo. Han sido tradicionalmente ricos en truchas.

## Historia

### Prehistoria y Edad Antigua
El término Nava que figura en el compuesto Navasfrías es sin duda prerromano, pero no nos dice nada acerca de la antigüedad del asentamiento. Algunos restos como marcas de herraduras en algunos canchales y acaso la figura triangular excavada en la Peña de Nuestra Señora pudieran ser vestigios de creencias religiosas prehistóricas. 
Podemos estar seguros de que estas tierras fueron dominadas por los antiguos wetones pero no conservamos testimonios ni documentales ni arqueológicos para épocas anteriores a la Edad Media. 
En tiempos de Roma, es evidente que el pueblo está en el área de influencia de la antigua calzada Vía Dalmacia. Antigua calzada romana secundaria de la Ruta de la Plata que unía la mansio de Túrmulus (Alconétar) con Miróbriga (Ciudad Rodrigo) a su paso por Caurium (Coria).  Esta calzada atraviesa la sierra al pie de Jálama (puerto de Santa Clara) y al río Águeda en el puente romano del El Villar, aún en pie. De ahí seguía hasta Miróbriga. Era esta la vía natural de comunicación entre el Norte y el Sur peninsular por el Oeste hasta el siglo XIX. No hay vestigios de explotaciones mineras por los romanos, pero es probable el aprovechamiento de los placeres auríferos de los ríos de la localidad en esa época. 
Los testimonios arqueológicos más antiguos son las tumbas antropomorfas excavadas en piedra que aparecen en varios lugares y que pudieran ser anteriores a la época de repoblación. Los vestigios que pudieran quedar de asentamientos anteriores hay que buscarlos en la toponimia: Canchal de lus Morus, Lus Miñuscus, La Miñotera, etc.

### SiglosXIIyXIII
La Extremadura occidental fue reconquistada por el Reino de León. El asturleonés fue el dialecto histórico latino usado por los repobladores, que comenzaron con la repoblación de la zona alrededor del siglo XII. Tras la unión de los reinos de León y de Castilla en el 1230, el castellano sustituyó poco a poco al latín como lengua oficial de las instituciones, relegando así al asturleonés como señal de pobreza e ignorancia de aquellos que lo hablaban.

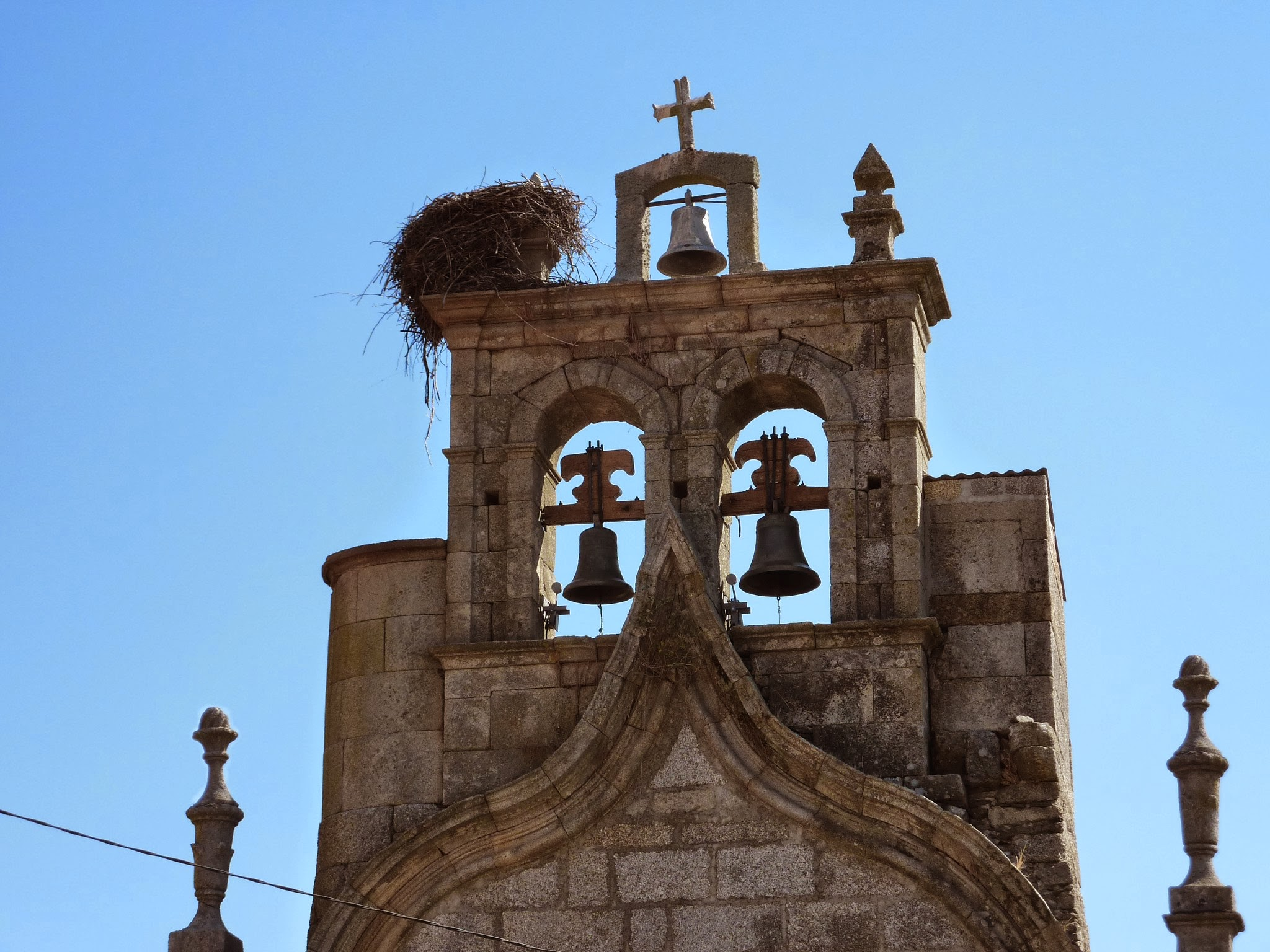
Campanario de la iglesia.

La Orden de Alcántara es una orden militar creada en bula del año 1177 en el Reino de León para oponerse a la invasión de los Almohades. Nació en las riberas del Río Coa en 1156, con el nombre de Milicia de San Julián del Pereiro en tiempo de Fernando II. Cuando la ciudad de Alcántara fue conquistada, su defensa fue otorgada a la Orden de Calatrava en 1214. Más tarde, en 1218 renunciaron por la lejanía a Calatrava. Entonces Alfonso IX de León encomendó la defensa a la recién nacida orden de los Caballeros de Julián de Pereiro. Cuando instalaron su sede en Alcántara fueron abandonando el nombre de orden de San Julián y para 1253 sus maestres se titulaban ya «maestres de la orden de Alcántara». San Julián del Pereiro quedó reducida a una simple encomienda de la orden.
Sus primeras posesiones se ubicaban más al norte de lo que luego sería el núcleo principal de asentamiento. Comenzaron a crecer cuando a la villa de Alcántara sumaron Santibáñez y Portezuelo, tras ganar un pleito a la orden del Temple, así como Navasfrías, donada por Alfonso IX, y Valencia de Alcántara, conquistada por los caballeros de la orden en 1220.
En la donación de Alfonso IX de León en 1219, tenemos la primera mención histórica a Navasfrías, lugar al que se le señala como límite una legua alrededor. Siete años más tarde este rey leonés aprueba el fuero que concede Navasfrías a la orden. El lugar de Navasfrías pertenecía al término de Sabugal (Portugal), en territorio todavía leonés.

### SigloXV

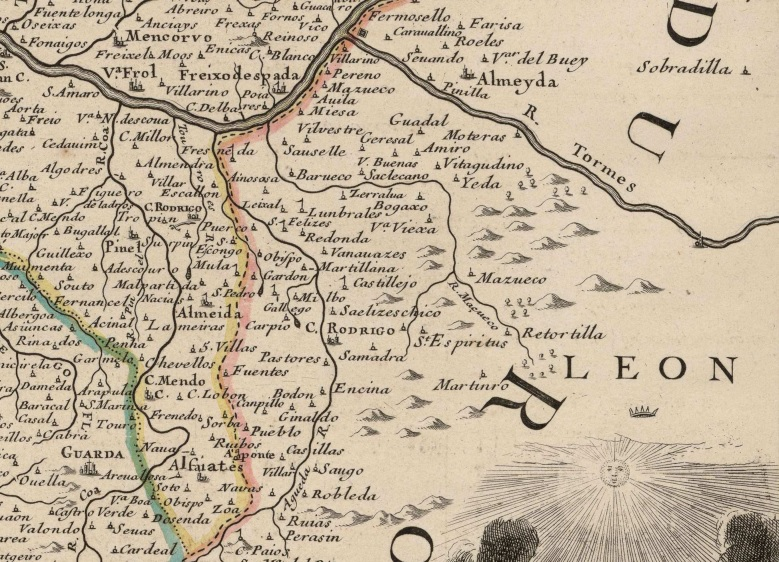
Detalle del oeste salmantino en un mapa del, en el que se puede observar Navasfrías (escrito como Navas)

Hallamos que el dicho lugar está situado en la dehessa que dizen de navas frías que es de la encomienda de las Eljas y que los vezinos e moradores del dicho lugar no tienen tierra nitermino alguno ni dehessa boyal ny otra cossa salvo la dicha dehessa de navasfrias que tiene arrendada del comendador e que las cassas en que moran quando aluno se va a bivir a otra parte el comendador o el alcayde la dan a otro vezino o hazen della lo que quieren y ansi se ha acostumbrado (...) hallamos que se paga un derecho que se dize blancaje al castillo de Sabugal del reyno de Portugal y que se pagan setecientos maravedis cada año como quiera que después de la visitación pasada que abia dos años no lo an pagado.
Así figura en la VISITA DE frei niculas de ovando de la Encomienda y villa delas Eljas y Navasfrias año 1499 Años y heliche y castillejas en andalusia realizada por orden de los Reyes Católicos, administradores perpetuos de la Orden de Alcántara. En ese manuscrito se describe la visitación, a mediados de agosto de 1499, de la iglesia parroquial de Navasfrías y sus rentas. Se incluye la llamada ermita del Santo Cristo de la Misericordia. Se resumen sus ordenazas y se describe el lugar, sus usos y costumbres. En este tiempo era este uno de los lugares más humildes de la comarca, vale decir de todo el reino.

### SigloXIX
El 30 de noviembre de 1833 se crearon las actuales provincias, quedando Navasfrías encuadrado en la provincia de Salamanca, dentro esta de la Región Leonesa.
Hacia mediados del siglo XIX, la localidad tenía una población de 820 habitantes y unas 180 casas. Aparece descrita en el decimosegundo volumen del Diccionario geográfico-estadístico-histórico de España y sus posesiones de Ultramar de Pascual Madoz de la siguiente manera:

NAVAS-FRIAS: v. con ayunt. en la prov. de Salamanca (22 leg.), part. jud. y dióc. de Ciudad Rodrigo (6), aud. terr. Valladolid (44), y c. g. de Castilla la Vieja. Está sit. en una pequeña altura á orillas del r. Agueda y á 1/2 leg. al O. de la raya de Portugal. El clima es benigno y no se conocen otras enfermedades que algunas calenturas intermitentes. Se compone de unas 180 casas de pocas comodidades y bajas; las calles son irregulares; tiene casa de ayunt., en la que está la cárcel y la escuela de instruccion primaria, cuyo maestro goza de 1,200 rs. de asignacion anual; tiene una igl. parr. de primer ascenso bajo la advocacion de San Juan Bautista, cuyo curato, como perteneciente á la orden de San Juan, sé provee por el Tribunal de las Órdenes Militares; y por último, un cementerio que en nada perjudica á la salud pública. Confina el térm. por el N. con el desp. de Jenestosa; E. térm. de Payo; S. con el de San Martin y sierras de Eljas y Valverde, y O. con Portugal; corre por el de S. á E. el r. Agueda, de cuyas aguas beben los vec; además tiene varios manantiales de buena calidad. El terreno es todo montuoso con muchos barrancos y hondonadas, cubierto de monte de roble; además tiene algunos pedazos de tierra de regadío. Los caminos conducen a los pueblos inmediatos. El correo se recibe de la estafeta de Ciudad Rodrigo. prod.: centeno, muchas patatas y bastante lino; hay cria de ganado lanar, cabrío, algun vacuno y de cerda. ind.: hay 4 fáb. de sombreros del pais, 6 telares de colchas de lana y lienzos ordinarios, y 2 de paños. pobl.: 190 vec., 820 alm. riqueza prod.: 336 200 reales. imp.: 16 810. valor de los puestos públicos: 2,915. El presupuesto municipal asciende á 2,400, que se cubren con varios arbitrios.
(Madoz, 1849, p. 139)

### SigloXX
Entre 1820 y la Primera Guerra Mundial, casi tres millones de españoles hacen las Américas. En 1907 se regula por primera vez la emigración. Con la Ley de Emigración de 1907 se hizo la emigración ultramarina masiva de españoles a América. Desde Navasfrías la mayoría de los emigrantes se dirigen a Argentina.
Las primeras explotaciones de wolframio en España empiezan en 1903. En la provincia de Salamanca se abren minas en Saucelle, Barruecopardo y Navasfrías (Mina Sin nombre). La mayoría de la producción es acaparada por una sociedad inglesa. Pero cuando se inicia la guerra, Alemania crea un servicio para hacerse con el wolframio español. Esta competencia hará que los precios del mineral se disparen y que el contrabando se convierta en una actividad muy lucrativa. En Navasfrías se conoce este momento de euforia económica repentina como La primera mina.

En la guerra civil Navasfrías queda en la zona dominada por los nacionales. Afortunadamente no se produjeron hechos sangrientos, mérito que habrá que atribuir a la sensatez de la autoridad de turno que impidió las abominables "sacas".

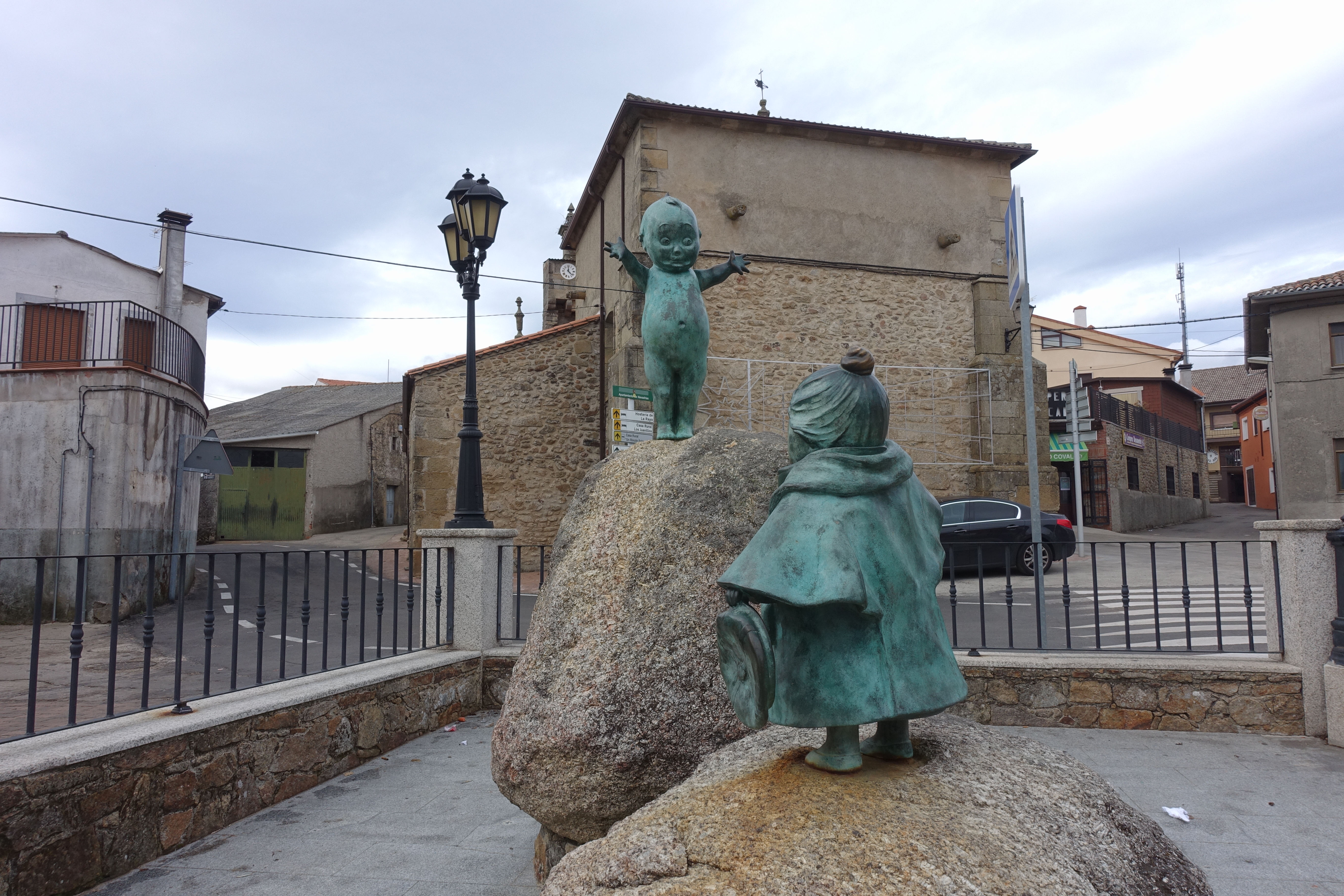
Plaza en Navasfrías

Durante la posguerra Navasfrías, La Alameda de Gardón, Fuentes de Oñoro, La Alamedilla y La Alberguería de Argañán constituyeron los principales focos de contrabando con Portugal de la provincia de Salamanca. En este contrabando se comerciaba con café, tabaco, pan, carne, telas. Vuelve la mina y la euforia económica. El wolframio vuelve a ser la estrella del contrabando. En la segunda mina; si había que vendérselo a Alemania el mineral pasaba de Portugal a España, en cambio si había que venderlo a Inglaterra el wolframio pasaba de España a Portugal. Cuando finaliza la Guerra Mundial, finaliza el espejismo económico. Queda una población aumentada y sin base económica para subsistir. Posteriormente, en los años sesenta, las rutas del contrabando, del "carregu" también fueron usadas por los porteaores de los portugueses que emigraban a Francia clandestinamente, pues los portugueses, bajo la dictadura de Salazar, tenían prohibido salir de su país. Con la llegada del mercado común y el fin de la frontera el contrabando desapareció.
En los años sesenta se produce una fortísima emigración a destinos como Francia y Alemania pero principalmente hacia el País Vasco y Cataluña. El declive de la población es imparable desde entonces.

## Geografía humana

### Demografía
Cuenta con una población de 362 habitantes (INE 2024).
| Gráfica de evolución demográfica de Navasfrías entre 1842 y 2021                                                      |
| |
| Población de derecho según los censos de población del INE. Población de hecho según los censos de población del INE. |

### Economía

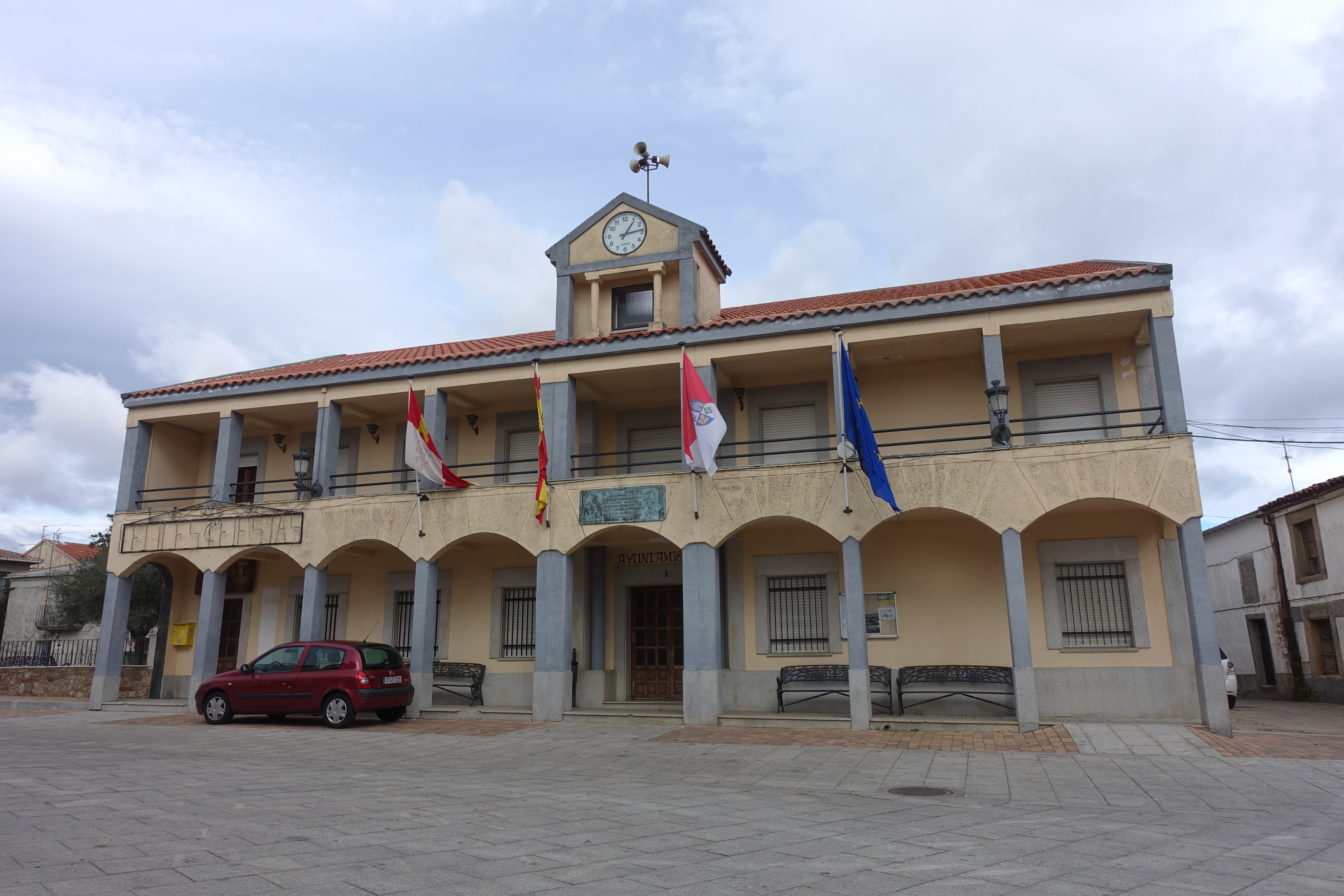
Casa consistorial.

Las explotaciones agrarias, 100 según el censo agrario de 1999, ocupaban 6525 ha, el 90,9 % en propiedad y el 9,1 % en arrendamiento. 140 ha estaban labradas (herbáceos), 5093 se dedicaban a pastos permanentes, 1268 a explotaciones forestales y 23 ha eran otras tierras no forestales. Del total de explotaciones, 23 tenían menos de 5 ha y 3 superaban las 50 ha. Las unidades ganaderas censadas en 1999 eran 1678: 1350 de bovino, 90 de ovino, 1 de caprino, 72 de porcino, 46 de equino, 117 de ave y 1 de coneja madre. La tasa de paro era del 22,5 % en 2001 y de la población activa el sector primario ocupaba al 29,03 %, la industria y artesanía al 25,81 %, la construcción al 8,06 % y los servicios al restante 37,1 %.
La deuda viva del ayuntamiento de Navasfrías ascendía a la cantidad de 235 000 euros a fecha 31 de diciembre de 2009, según el informe de deuda viva local del Ministerio de economía y hacienda de España. Esto supone un aumento anual de 10 000 euros en la deuda respecto al informe anterior de 2008. La deuda per cápita teniendo en cuenta el padrón de 2009 equivale por tanto a 449,33 euros por navasfrieño. Se trata del municipio más endeudado de la comarca del Rebollar, seguido a larga distancia por Robleda, cuya deuda asciende a 72 000 euros.

## Turismo

### Monumentos y lugares de interés

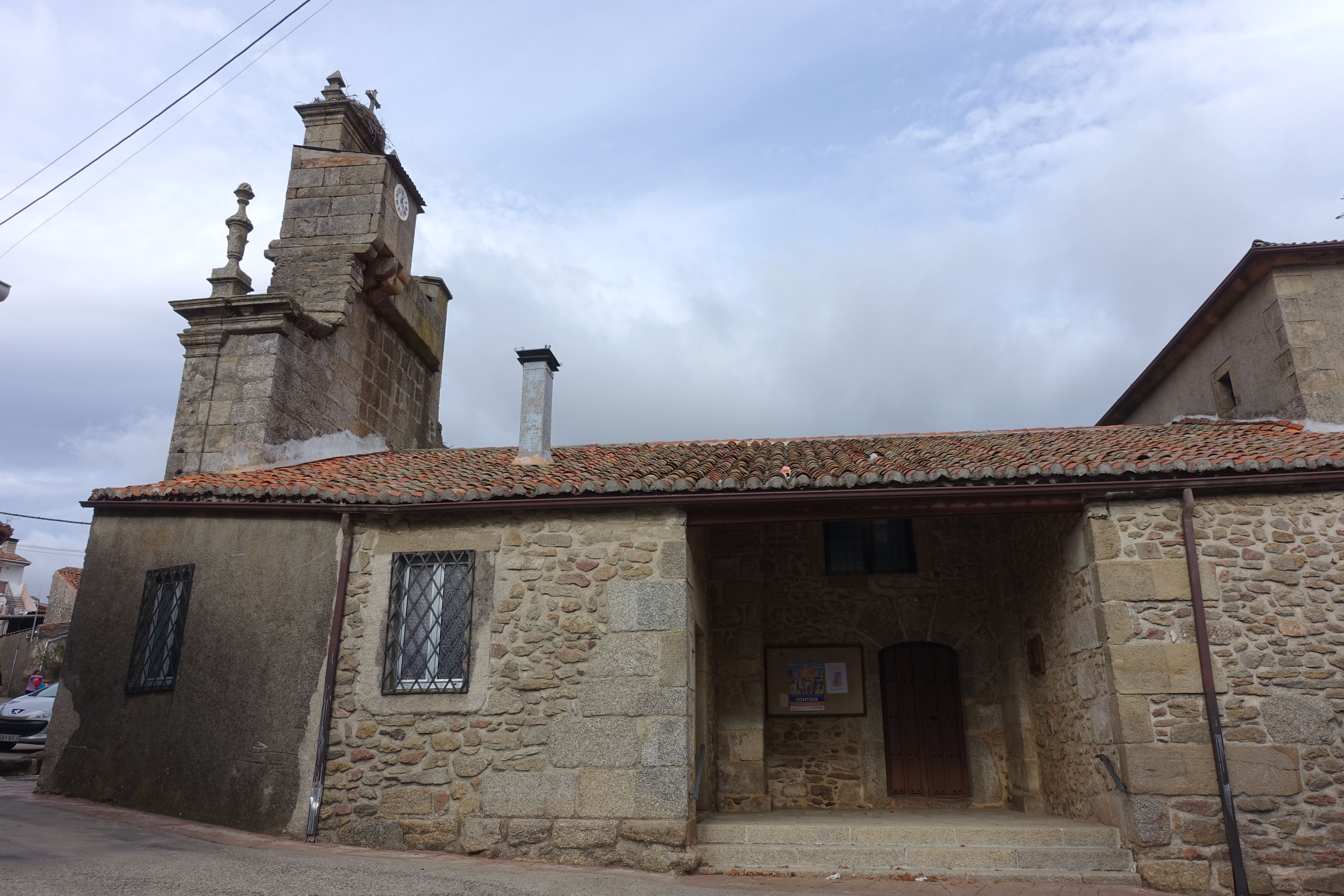
Iglesia de San Juan Evangelista.

#### Iglesia parroquial de San Juan Evangelista
Este templo, situado en el corazón del pueblo, es de un estilo románico puro, aunque este sea un románico hispano-portugués. Carece de retablos, pero sí contiene gran cantidad de imágenes de Santos. La iglesia dispone de un altar, una capilla, una sacrístia y un espacioso coro. La capilla dispone de dos pilas bautismales de las cuales solo una está a la vista, pues con motivo de calefacción la capilla redujo sus dimensiones para dejar paso a una salita donde se encuentran los aseos y la caldera de la iglesia. En la capilla se encuentran las imágenes de San Juan Bautista, la Inmaculada Concepción de María y Santo Santiago Matamoros. Durante la única nave rectangular de la que dispone la iglesia, se alzan sobre pilares las imágenes del Niño Jesús de Praga, el Sagrado Corazón de Jesús, San Antonio Abad, San José y Nuestra Señora de los Dolores. En el altar mayor, encontramos a Santa María Madre de Dios, el Santísimo Cristo Crucificado y a San José con el Niño.

#### Ermita del Cristo de la Misericordia
Esta ermita es un pequeño templo gótico que dispone de un único altar sin retablos donde encontramos expuestos al Santo Féretro, al Santísimo Cristo Crucificado, a Nuestra Señora del Carmen, al Santísimo Cristo de la Misericordia y a San Sebastián.
Además, este altar dispone de un inciensiario de plata similar al de Santiago de Compostela aunque más pequeño. 

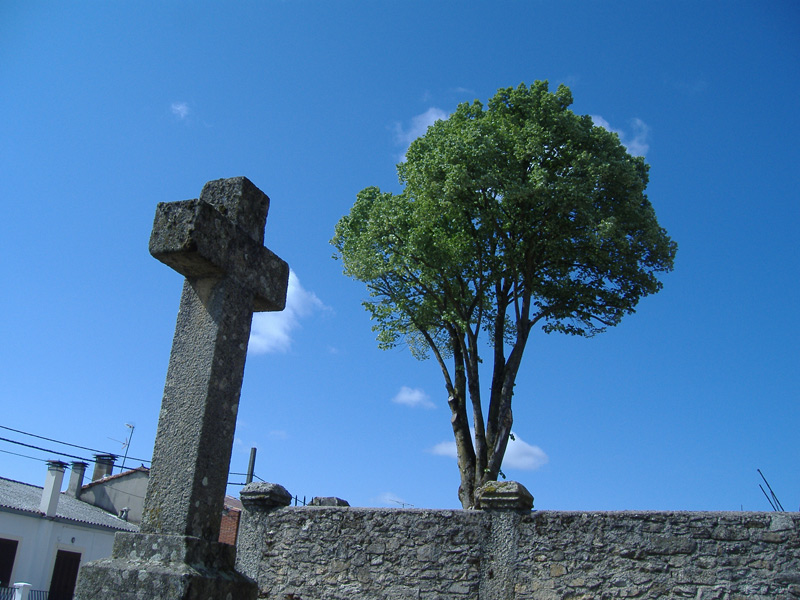
Tilero desde la ermita.

#### Otros
- El Tilero es un árbol milenario del pueblo, próximo a la ermita, vela por los jardines de esta, donde se alza una cruz de piedra que garantiza protección durante el culto.
- Las fuentes de factura romana, llamadas Fuente de Arriba (Fonte de riba), situada en las Eras del pueblo, Fuente de los Linares (Fonte de les llinares) situada frente al río Águeda, y Fuente Santa (Fonte Santa), situada a los pies de la ermita. Esta última tiene un antiguo lavadero (Lavaero) romano. Además cuentan con la llamada Área recreativa de El Bardal en un vetusto robledal -rebollar- junto al río con piscinas, albergue y espacios de acampada.
- La Posada del siglo XVIII.
- Las antiguas minas de wolframio y estaño están acondicionadas para poder ser visitadas y disponen de una ruta de senderismo que cuenta con merenderos en las inmediaciones.
- También son de destacar los puentes, como el Puente de Rubiós y Puente del Bardal.
- Los siguientes monumentos históricos se encuentran fuera del casco urbano del pueblo y se accede a ellos a través de las rutas de senderismo existentes, conducen todas hasta monte Jálama, lugar donde se ubican dichos monumentos. (Salama, vid. Salamati, Salamanca), probable santuario vetón.

- Las ruinas del castillo de Rapapelo.
- Los restos de los antiguos molinos.
- Las tumbas tardorromanas excavadas en roca.

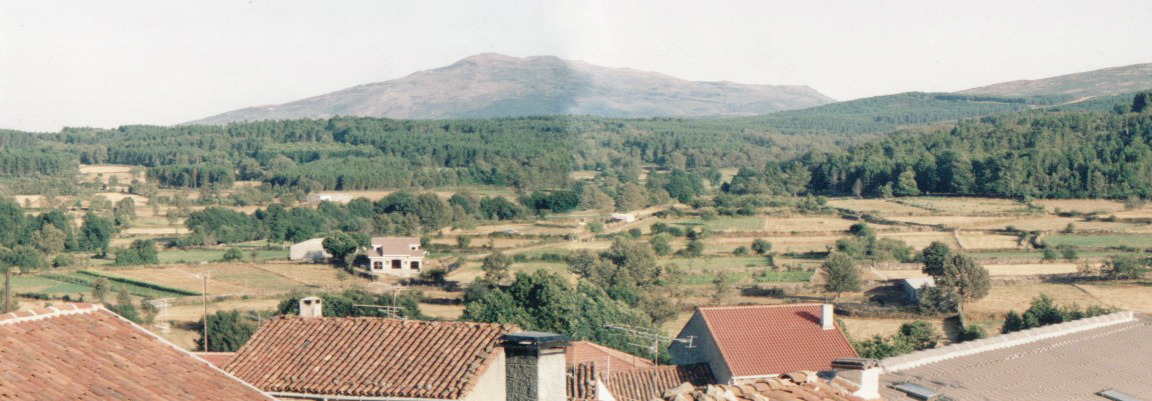
Vista del pico de Jálama desde Navasfrías.

### Hostelería
Navasfrías cuenta con una respetable red de establecimientos hosteleros que abarcan desde las típicas tabernas y tascas para chatear y tapear hasta los establecimientos hoteleros y casas de turismo rural.

### El Bardal
El Bardal es centro multifuncional de interpretación de la naturaleza, pionero en la provincia, que está orientado al conocimiento de la botánica, zoología, entomología, micología y mineralogía. Contiene material audiovisual, recursos didácticos, documentación y colecciones de minerales y de insectos. Se sitúa en un entorno de varios cientos de especies vegetales autóctonas. Se han recuperado norias y otros ingenios propios de la agricultura tradicional de la zona así como una antigua charca. Contará en breve con una estación meteorológica en funcionamiento.

## Cultura
Buena parte del folclore y de las costumbres tradicionales han desaparecido o están en decadencia. Así las carreras de gallos –hoy de cintas–, las rondas de mozos con sus temibles ajijíus de remoto origen, la pedida, el ramo y otras. Entre las que perduran, destacan la celebración del carnaval con disfraces y bailes acompañados de sartén, los ofertorios, las hogueras de San Juan, la matanza con todos sus rituales, y las capeas con encierros y desencierros a caballo.

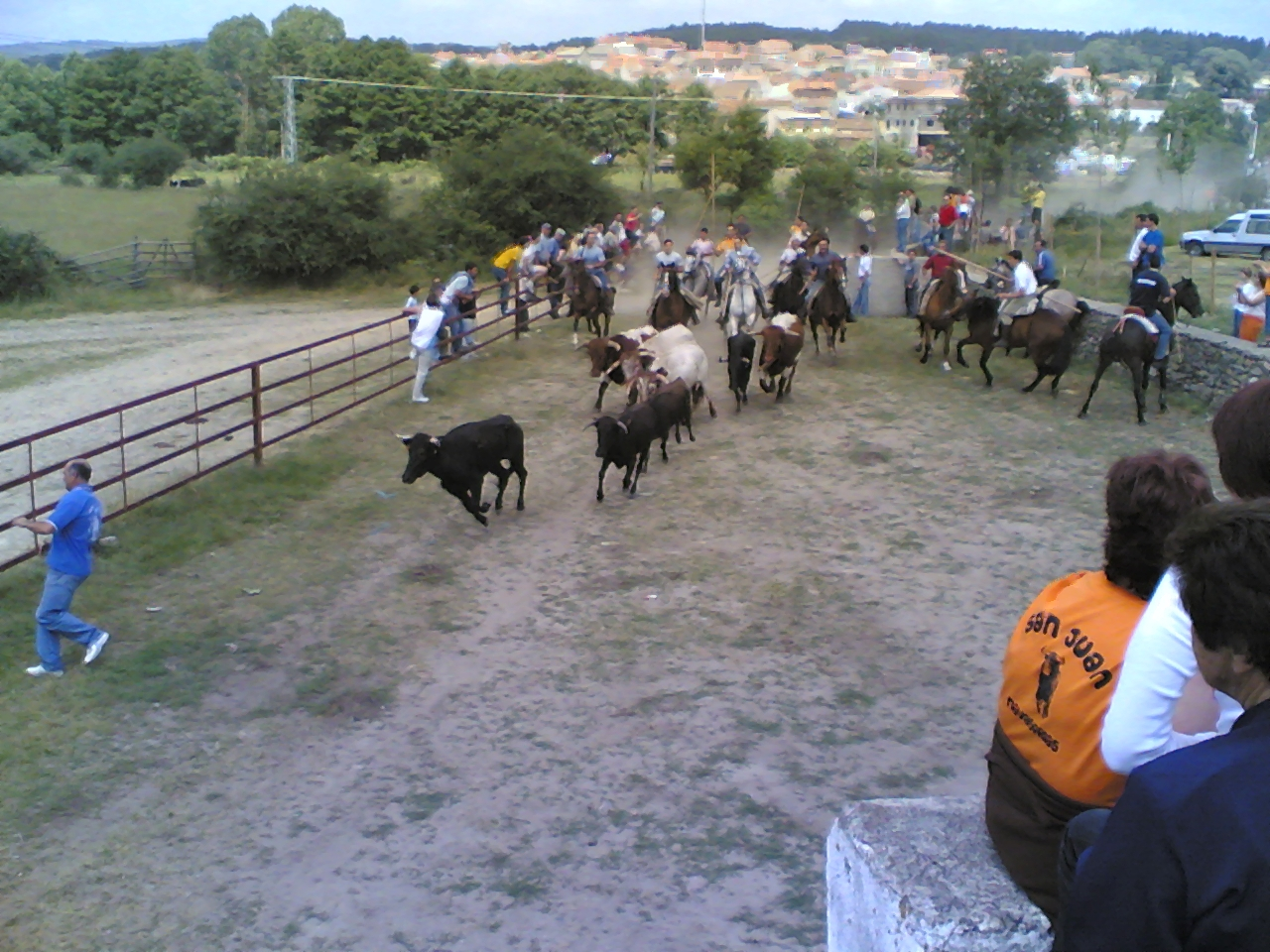
Encierro a caballo.

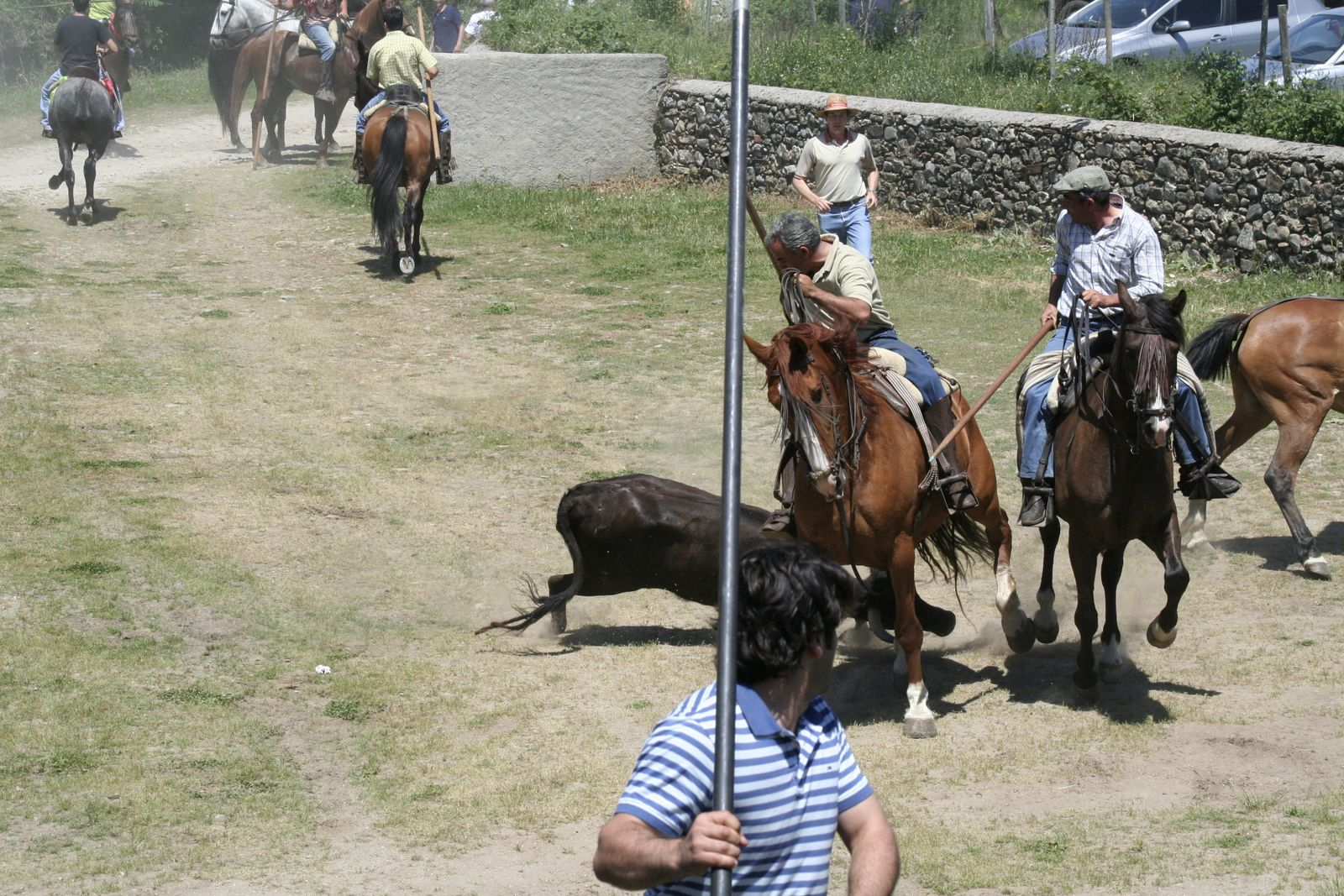
Encierro entrando a la plaza.

Una buena oportunidad para tomar contacto con el modo de vida tradicional es la visita al museo etnográfico donde siempre es posible trabar conversación con algún paisano que se preste a revivir el uso y las costumbres asociadas a los objetos allí expuestos.

### Fiestas
Las fiestas se celebran en honor a San Juan el día 24 de junio. Durante esos días es tradición la celebración de festejos taurinos con sus respectivos encierros y desencierros a caballo.

### Gastronomía
La gastronomía de toda la comarca está muy condicionada por los recursos propios de la zona, en un contexto histórico de economía pastoril y agricultura de subsistencia.
Las influencias de las vecinas comarcas portuguesas y extremeñas han sido determinantes a la hora de dar carácter al repertorio, escaso pero sustancioso, de platos típicos, como los platos basados en setas y otros recursos forestales. Como gastronomía tradicional se puede citar el tostón, el gallo con arroz y el chorizo asado. Los asados de carne a la brasa son excelentes. El río ofrece recursos como la trucha, los barbos y las anguilas.

### El habla
El habla de Navasfrías, como las de las poblaciones limítrofes que conforman la comarca del El Rebollar –Navasfrías, El Payo, Peñaparda, Villasrubias y Robleda– es de estirpe astur-leonesa y tiene evidente parentesco con la totalidad de las hablas extremeñas y leonesas en general, siendo considerada como un dialecto de la lengua leonesa. Ha sido magistralmente estudiada y descrita por Ángel Iglesias Ovejero en su tesis doctoral "El habla del Rebollar", editada por la Diputación de Salamanca.
El habla de Navasfrías carece a día de hoy de cualquier tipo de protección como bien de interés cultural, pese a la reforma del Estatuto de Castilla y León, que señala en el artículo 5.º del Título Preliminar: «el leonés será objeto de protección específica por parte de las instituciones por su particular valor dentro del patrimonio lingüístico de la Comunidad. Su protección, uso y promoción serán objeto de regulación».

## Administración y política
| Partido político                         | 2019  | 2019  | 2019       | 2015  | 2015  | 2015       | 2011  | 2011  | 2011       | 2007  | 2007  | 2007       | 2003  | 2003  | 2003       |
| Partido político                         | %     | Votos | Concejales | %     | Votos | Concejales | %     | Votos | Concejales | %     | Votos | Concejales | %     | Votos | Concejales |
| Partido Popular (PP)                     | 62,30 | 195   | 5          | 51,41 | 182   | 4          | 41,69 | 168   | 3          | 29,80 | 152   | 2          | 40,89 | 193   | 3          |
| Partido Socialista Obrero Español (PSOE) | 34,19 | 107   | 2          | 46,89 | 166   | 3          | 49,38 | 199   | 4          | 65,88 | 336   | 5          | 63,24 | 271   | 4          |
| Coalición SI por Salamanca (SI)          | —     | —     | —          | —     | —     | —          | 5,21  | 21    | 0          | —     | —     | —          | —     | —     | —          |
| Democracia Nacional (DN)                 | —     | —     | —          | —     | —     | —          | 2,73  | 11    | 0          | —     | —     | —          | —     | —     | —          |
| Unión del Pueblo Salmantino (UPSa)       | —     | —     | —          | —     | —     | —          | —     | —     | —          | 3,92  | 20    | 0          | —     | —     | —          |